# روكي غيل
روكي غيل (بالإنجليزية: Rocky Gale)‏ هو لاعب كرة قاعدة أمريكي، ولد في 22 فبراير 1988 في بورتلاند في الولايات المتحدة.

## وصلات خارجية
- روكي غيل على موقع دوري كرة القاعدة الرئيسي (الإنجليزية)
- روكي غيل على موقع دوري أستراليا لكرة القاعدة (الإنجليزية)
- روكي غيل على موقعبيزبول رفرنس.كوم (الدوري الرئيسي) (الإنجليزية)
- روكي غيل على موقعبيزبول رفرنس.كوم (الدوري الثانوي) (الإنجليزية)
- روكي غيل على موقع إي إس بي إن.كوم (أم.أل.بي) (الإنجليزية)
- روكي غيل على موقع مشجعي الرسوم البيانية (الإنجليزية)